# Clássica da Arrábida
La Clássica da Arrábida è una corsa in linea maschile di ciclismo su strada che si tiene annualmente nel Distretto di Setúbal, in Portogallo. Nata nel 2017, fa parte del circuito UCI Europe Tour, classe 1.2.

## Albo d'oro
Aggiornato all'edizione 2025.
| Anno | Vincitore                              | Secondo                                | Terzo                                  |
| ---- | -------------------------------------- | -------------------------------------- | -------------------------------------- |
| 2017 | Amaro Antunes                          | Sérgio Paulinho                        | Andreas Vangstad                       |
| 2018 | Dmitrij Strachov                       | James Fouché                           | Óscar Hernández                        |
| 2019 | Jonathan Lastra                        | Raúl Alarcón                           | David de la Fuente                     |
| 2020 | Cancellata per la pandemia di COVID-19 | Cancellata per la pandemia di COVID-19 | Cancellata per la pandemia di COVID-19 |
| 2021 | Sean Quinn                             | Jonathan Lastra                        | Rémy Mertz                             |
| 2022 | Orluis Aular                           | Luís Gomes                             | Luís Mendonça                          |
| 2023 | Orluis Aular                           | Álex Jaime                             | Francisco Campos                       |
| 2024 | Joseba López                           | Alexandre Montez                       | Mathias Bregnhøj                       |
| 2025 | Luca Giaimi                            | Germán Tivani                          | Harrison Wood                          |